# Ieke van den Burg
Ieke van den Burg, née le 6 mars 1952 à Apeldoorn et morte le 28 septembre 2014 à Amsterdam, est une femme politique néerlandaise.
Membre du Parti travailliste, elle siège au Parlement européen de 1999 à 2009.